# Claudio Maldonado
Claudio Andrés del Tránsito Maldonado Rivera, of korter Claudio Maldonado (Curicó, 3 januari 1980), is een Chileense voetballer, die sinds 2013 speelt voor SC Corinthians. Maldonado is een verdedigende middenvelder die in het verleden onder meer heeft gespeeld voor Colo-Colo, São Paulo FC, Cruzeiro EC en Santos FC. Zijn voetbalstijl is hard, sterk, effectief en weinig aanvallend. De speler heeft in zijn carrière negen kampioenschappen behaald, waaronder twee landskampioenschappen.

## Clubcarrière
Maldonado begon zijn voetbalcarrière bij zijn jeugdliefde Colo-Colo. Door financiële problemen was de Chileense club genoodzaakt Maldonado te verkopen (voor 2,1 miljoen dollar) aan São Paulo FC. In 2003 maakte de middenvelder de stap naar een andere grote en invloedrijke Braziliaanse voetbalclub, Cruzeiro EC. Hier kende Maldonado vele successen. Dat jaar pakte hij met zijn club liefst drie bekers: het lands- en staatskampioenschap en de Braziliaanse Beker. Cruzeiro is de enige Braziliaanse ploeg die deze drie kampioenschappen in één seizoen heeft gewonnen.
In 2006 herenigde Maldonado met Vanderlei Luxemburgo, de trainer van Cruzeiro in 2003 en in 2006 van Santos. Eén jaar later ontstond het gerucht dat Maldonado zou verkassen naar Eindhoven om te voetballen bij PSV. Hij zou de opvolger van Phillip Cocu worden. Dit bleef echter bij geruchten en de speler bleef voetballen bij Santos. Op 29 januari 2008 werd op de officiële site van Fenerbahçe bekendgemaakt dat Maldonado een contract van anderhalf jaar had getekend bij de regerend Turkse kampioen.

## Interlandcarrière
In 2000 behaalde Maldonado met het Chileens voetbalelftal onder de 23 de bronzen medaille tijdens de Olympische Zomerspelen. De speler heeft tot op heden (22 januari 2011) 44 wedstrijden gespeeld voor zijn land en heeft in die 44 wedstrijden één keer gescoord. Maldonado is tegenwoordig aanvoerder van Chili.